# 小行星11670
小行星11670（11670 Fountain）是一颗绕太阳运转的小行星，为主小行星带小行星。该小行星于1998年1月6日发现。

## 轨道参数
小行星11670的轨道半长轴为3.1030096 UA，离心率为0.116。